# Soeima
Soeima ist ein Ort und eine ehemalige Gemeinde (Freguesia) im portugiesischen Kreis Alfândega da Fé. In der Gemeinde lebten 142 Einwohner (Stand 30. Juni 2011).
Am 29. September 2013 wurden die Gemeinden Soeima und Gebelim zur neuen Gemeinde União das Freguesias de Gebelim e Soeima zusammengefasst.